# Cedric Ochsner
Cedric Ochsner (* 3. Juni 1998) ist ein Schweizer Skirennfahrer. Er ist auf die Disziplinen Abfahrt und Super-G spezialisiert.

## Biografie
Ochsner stammt aus Trachslau im Kanton Schwyz und ist Mitglied des Skiclubs Hausen am Albis. Als 16-Jähriger nahm er ab November 2014 an FIS-Rennen teil, zunächst in allen Disziplinen. Am 6. Januar 2017 hatte er seinen ersten Einsatz im Europacup. Im Winter 2017/18 zeichnete sich allmählich eine Spezialisierung auf die schnellen Disziplinen ab. Ende Januar 2019 fuhr er im Europacup erstmals in die Punkteränge, sein bestes Ergebnis bei der Juniorenweltmeisterschaften 2019 war Platz 7 in der Abfahrt. Nachdem er Anfang Dezember 2019 erstmals zwei FIS-Rennen hatte gewinnen können, etablierte er sich auch im Europacup. Der erste Podestplatz auf dieser Stufe gelang ihm am 25. Januar 2020 in der Abfahrt von Orcières. Sein Weltcup-Debüt hatte er am 7. März 2020 in der Abfahrt von Kvitfjell, wo er auf Platz 23 fuhr und auf Anhieb Weltcuppunkte holte. Es sollte sein einziger Einsatz im Weltcup bleiben. Im Winter 2020/21 erreichte er im Europacup noch zwei Platzierungen unter den besten zehn. Nach der Saison 2021/22 beendete er seine Karriere.

## Erfolge

### Weltcup
- 1 Platzierung unter den besten 30

### Weltcupwertungen
| Saison  | Gesamt | Gesamt | Abfahrt | Abfahrt |
| Saison  | Platz  | Punkte | Platz   | Punkte  |
| ------- | ------ | ------ | ------- | ------- |
| 2019/20 | 146.   | 8      | 54.     | 8       |

### Europacup
- 4 Platzierungen unter den besten zehn, davon 1 Podestplatz
- Saison 2019/20: 6. Abfahrtswertung

### Juniorenweltmeisterschaften
- Fassatal 2019: 7. Abfahrt, 23. Super-G, 28. Kombination

### Weitere Erfolge
- 2 Siege in FIS-Rennen